# Summacanthium androgynum
Summacanthium androgynum is een spinnensoort uit de familie van de Cheiracanthiidae.
De wetenschappelijke naam van de soort werd in 2001 gepubliceerd door Christa Laetitia Deeleman-Reinhold.